# مارك هونيغر
مارك هونيغر (بالفرنسية: Marc Honegger)‏ هو عالم موسيقى فرنسي، ولد في 17 مايو 1926 في باريس في فرنسا، وتوفي في 8 سبتمبر 2003 في Saint-Martin-de-Vers ‏ في فرنسا.

## وصلات خارجية
- مارك هونيغر على موقع أول ميوزيك (الإنجليزية)
- مارك هونيغر على موقع ديسكوغز (الإنجليزية)